# Eleccions municipals de València de 1951
Les eleccions municipals de València de 1951 van ser unes eleccions municipals de València dins del marc de les eleccions municipals espanyoles de 1951, organitzades pel govern del general Franco i celebrada el 25 de novembre de 1951.
En les eleccions s'elegiren 12 regidors, quatre per terç, que substituirien a una part dels regidors que hi havien al consistori abans de les eleccions de 1948. La presa de possessió dels regidors es realitzà al febrer del 1952.

## Sistema electoral
El sistema electoral durant el règim franquista, d'acord amb la llei de bases de règim local de 1945 va disposar que els regidors (concejales) havien de ser designats per terceres parts (tercios) d'aquesta manera:
1. Per elecció entre els veïns que fossin caps de família (pràcticament tots els homes, i també les dones vídues), cosa que va donar lloc al "terç familiar".
2. Per elecció del Sindicat Vertical del municipi, és a dir el "terç sindical".
3. Per elecció entre les entitats econòmiques, culturals i professionals del municipi, amb una llista de candidats que proposava el governador civil a l'ajuntament, cosa que seria el "terç d'entitats".

Finalment, l'alcalde era nomenat directament pel governador civil com a delegat seu al municipi, totalment al marge del sistema electoral descrit.

## Resultats[2]

### Regidors en representació del Terç Familiar
En negreta, s'assenyalen els regidors electes. Els regidors substituïts d'aquest terç són: Victorio Sanchis Mateu, Vicente Noguera de Roig, Manuel Casanova Giner i Alfonso Pons y Lamo de Espinosa.
| Districte | Vots per candidat | Vots per candidat | Vots per candidat | Vots per candidat | Vots per candidat | Vots per candidat | Vots per candidat | Vots per candidat | Vots per candidat | Vots per candidat | Vots per candidat | Vots per candidat | Vots per candidat |
| --------- | ----------------- | ----------------- | ----------------- | ----------------- | ----------------- | ----------------- | ----------------- | ----------------- | ----------------- | ----------------- | ----------------- | ----------------- | ----------------- |
| Districte | L. Lluch          | C. Cerdá          | P. Meléndez       | L. Vives          | S. Cerveró        | A. Vila           | M. Alamar         | M. Senent         | J. Badenas        | F. Agrait         | J. Viché          | M. Cuenca         | J. Marí           |
| PATRIARCA | 8.219             | 9.243             | 8.954             | 1.764             | 2.548             | 1.219             | 1.390             | 710               | 788               | 499               | 1.051             | 181               | 658               |
| CATEDRAL  | 9.753             | 9.813             | 9.453             | 1.993             | 2.269             | 1.747             | 1.352             | 1.396             | 1.473             | 765               | 2.032             | 212               | 575               |
| GRAN VIA  | 8.353             | 8.225             | 8.074             | 2.886             | 1.265             | 1.173             | 952               | 1.443             | 1.489             | 579               | 847               | 235               | 684               |
| RUSSAFA   | 8.938             | 9.150             | 8.600             | 2.013             | 1.915             | 881               | 1.097             | 2.689             | 1.217             | 455               | 531               | 246               | 807               |
| DEVESA    | 9.006             | 8.803             | 8.722             | 5.607             | 324               | 458               | 1.400             | 597               | 325               | 925               | 722               | 144               | 89                |
| JESÚS     | 9.962             | 10.445            | 9.126             | 1.174             | 669               | 1.493             | 3.418             | 1.575             | 1.169             | 1.747             | 914               | 1.112             | 732               |
| BOTÀNIC   | 8.877             | 8.818             | 8.032             | 1.859             | 1.414             | 689               | 1.638             | 1.577             | 309               | 1.172             | 1.096             | 282               | 1.423             |
| SAÏDIA    | 6.474             | 5.356             | 4.836             | 805               | 2.091             | 1.856             | 366               | 1.112             | 205               | 321               | 184               | 997               | 129               |
| EXPOSICIÓ | 7.098             | 6.363             | 6.254             | 610               | 1.197             | 2.741             | 585               | 490               | 821               | 235               | 490               | 3.764             | 203               |
| MARÍTIM   | 13.201            | 13.047            | 13.132            | 9.831             | 474               | 2.131             | 1.130             | 1.013             | 3.807             | 539               | 823               | 1.039             | 226               |
| Total     | 89.671            | 88.983            | 84.873            | 28.682            | 18.403            | 14.407            | 13.028            | 12.662            | 11.603            | 11.237            | 8.684             | 8.612             | 5.597             |

### Regidors en representació del Terç Sindical
Només s'especifiquen els regidors elegits. Els regidors substituïts d'aquest terç són: Miguel Ibáñez Hernández, Adolfo Cámara Ávila, Antonio Blanc Mussó i Julio de Miguel Martínez de Bujanda.
| Candidats i vots         |     |
| Vicente Climent Noverges | ??? |
| Bernardo Cano Guillart   | ??? |
| José Montagut Richard    | ??? |
| Vicente Pérez Pérez      | ??? |

### Regidors en representació del Terç Corporatiu
Només s'especifiquen els regidors elegits. Els regidors substituïts d'aquest terç són: Fausto Martínez Castillejo (mort durant l'anterior legislatura), Enrique Errando Vilar, Francisco Beltrán Bigorra i José María Arnau Maorad.
| Candidats i vots        |     |
| Lino Enguídanos Sanjuán | ??? |
| José Caruana Reig       | ??? |
| Manuel Garrido Alfonso  | ??? |
| Enrique Pecourt Betés   | ??? |